# 웁란즈 베스비

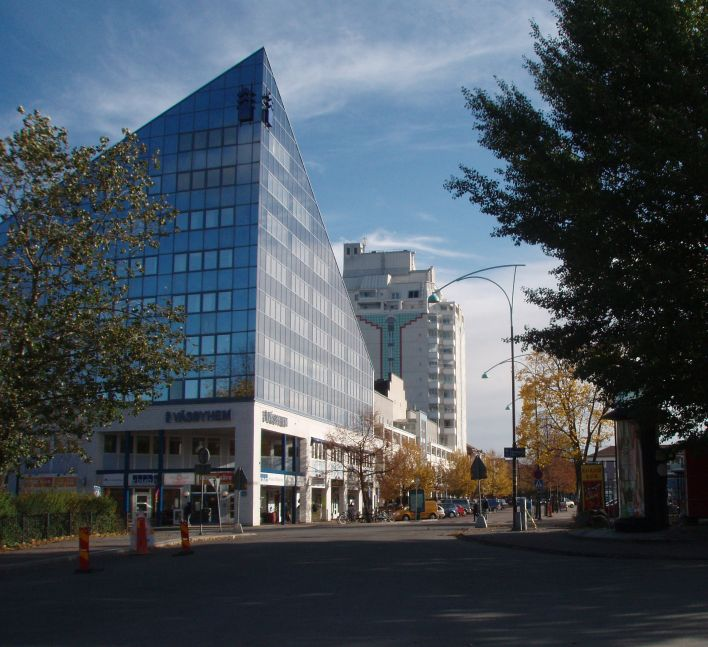
2007년 10월의 웁란즈 베스비

웁란즈 베스비(스웨덴어: Upplands Väsby)는 스웨덴 스톡홀름주의 도시로 인구 48,907명(2010년 기준)이다.